# Alwin Schockemöhle
Alwin Schockemöhle (ur. 29 maja 1937 w Meppen) – niemiecki jeździec sportowy, wielokrotny medalista olimpijski.
Startował w konkurencji skoków przez przeszkody. Pierwszy medal olimpijski zdobył w 1960, ostatni szesnaście lat później, łącznie zgromadził ich cztery. Był mistrzem Niemiec, zdobywał medale mistrzostw Europy. Największy sukces odniósł jednak podczas IO 76, kiedy to triumfował w rywalizacji indywidualnej, a w drużynie zdobył srebro. Znajdował się w zwycięskiej drużynie podczas IO 60.
Jeźdźcem z olimpijskimi medalami na koncie był także jego młodszy brat Paul.

## Starty olimpijskie (medale)
Rzym 1960
- konkurs drużynowy (na koniu Ferdl) – złoto

Meksyk 1968
- konkurs drużynowy (Donald Rex) – brąz

Montreal 1976
- konkurs indywidualny (Warwick Rex) – złoto
- konkurs drużynowy (Warwick Rex) – srebro